# Taisnieres-en-Thierache Communal Cemetery
Taisnieres-en-Thierache Communal Cemetery is een Britse militaire begraafplaats gelegen in de Franse plaats Taisnieres-en-Thierache (Noorderdepartement). De begraafplaats wordt onderhouden door de Commonwealth War Graves Commission.
De begraafplaats telt 3 geïdentificeerde Gemenebest graven uit de Eerste Wereldoorlog.